# Rosario Tijeras
Rosario Tijeras es una película colombiana escrita por Marcelo Figueras y dirigida por Emilio Maillé. Está basada en el libro homónimo escrito por Jorge Franco y la película se estrenó en Colombia en 2005. En ese mismo año la película tuvo su estreno estadounidense en el American Film Institut festival en Hollywood. El film también fue nominado para un premio Goya por la mejor película extranjera.

## Sinopsis
Se trata de la historia de Rosario, quien se apellida Tijeras, quien fue violada a los ocho años por su padrastro y a los 14 por unos vecinos. Se vengó de uno de ellos cortándole los testículos con unas tijeras. Luego se convirtió en asesina por influencia de su hermano mayor.

## Reparto
- Flora Martínez - Rosario Tijeras
- Manolo Cardona - Emilio
- Unax Ugalde - Antonio
- Rodrigo Oviedo - Johnefe
- Alonso Arias - Ferney
- Alejandra Borrero - Doña Rubí
- Alex Cox - Donovan
- Catalina Aristizábal - Greta
- Helios Fernández - Viejo
- Enrique Sarasola - Juez
- Kristina Lilley - Mamá de Emilio
- Cristóbal Errázuriz - Papá de Emilio
- Margarita Ortega - Mamá de Antonio
- Luis Fernando Hoyos - Papá de Antonio
- Carlos Andrés Cadavid - Pato
- Fabio Restrepo - Taxista
- Héctor David Gómez - Maní
- Juan David Restrepo - Morsa
- Carlos Santos Córdoba - Charly
- Yuraní Zapata López - Novia de Johnefe
- Lillibeth Echeverry - Novia de Maní
- Mileder Gil - Novia de Morsa
- Sandra Vanegas - Novia de Charly
- Andrea Olerte - Amiga de Rosario
- Fernando Velázquez - Otálora
- Alex Bakalarz - Médico
- Eduardo Cárdenas Aristizábal - Obstetra
- Jaime Correa - Paramédico
- Lina Marcela Parra - Bailarina
- Camilo Esteban Escobar Gil - Amigo del Combo
- Lina Marcela Parra - Bailarina
- Henry Díaz Vargas - Duro 1
- Luis Roberto Mora - Duro 2
- María Teresa Goméz - Enfermera
- Claudia Arbezez Riaño - Enfermera 2
- Julio César Bula Chavarro - Policía 1
- Giovanny Patiño - Policía 2
- Felipe Andrés Echavarría - Barman
- Vicky Salazar - Secretaria
- Yesenia Alzate Zapata - Hermana de Emilio
- Juan José Cardona - Hermano de Emilio
- Oscar de Jesús Correa - Médico 2
- Victor Morales - Padrastro de Rosario
- Miguel García Hoyos - Antonio Niño
- Alexander Alzate Zapata - Emilio Niño
- Eliana Sánchez - Mujer en Baño
- Luis Alfonso Gil - Hombre Nacho
- Pablo Montoya - Barman 1

## Recepción
La película obtuvo un gran éxito de taquilla en Colombia. Fue nominada en 2006 para el Premio Goya a la Mejor Película de Habla hispana.
El Canal RCN hizo una adaptación para la televisión con el nombre Rosario Tijeras, amar es más difícil que matar, protagonizada por María Fernanda Yépez.
En 2016 TV Azteca realizó una versión homónima, protagonizada por Bárbara de Regil, Antonio Gaona y José María de Tavira, convirtiéndose en la producción más vista de México ese año, consiguiendo 21.1 puntos de índice de audiencia en su capítulo final, además logró duplicar la audiencia de La candidata,  gracias al éxito se confirmó una segunda temporada para el primer trimestre del 2018.

## Crítica
La película fue muy criticada por el público en varios aspectos, entre ellos la carencia de una estructura narrativa definida y los muchos detalles omitidos del libro que no se mostraron en la película.
El guion tampoco deja claro muchas intrigas que surgen a lo largo de la película que sí son resueltas en el libro, como las causas que desencadenan la intriga principal y los diversos personajes que aparecen y desaparecen de la historia sin un argumento claro.

## Canciones relacionadas

### Lista de canciones
| Rosario Tijeras |                      |                  |          |  |
| N.º             | Título               | Artista (s)      | Duración |  |
| 1.              | «Rosario Tijeras»    | Juanes           |          |  |
| 2.              | «El Preso»           | Willson Mayoma   |          |  |
| 3.              | «I Feel Love»        | Adassa           |          |  |
| 4.              | «Rosarito»           | Bostich          |          |  |
| 5.              | «El Parcero»         | Parcerito        |          |  |
| 6.              | «The Caribbean Rave» | Pernett          |          |  |
| 7.              | «La Retirada»        | Lola Beltrán     |          |  |
| 8.              | «Aununcia Tu Muerte» | La Pestilencia   |          |  |
| 9.              | «Sexorcista'»        | I.R.A.           |          |  |
| 10.             | «El Primer Polvo»    | Roque Baños      |          |  |
| 11.             | «Bloodsport»         | Sneakers Pimps   |          |  |
| 12.             | «Arroz Con Leche»    | Los Guachiturros |          |  |